# Socha svatého Jana Nepomuckého u Horních Domaslavic
Socha svatého Jana Nepomuckého u Horních Domaslavic je barokní a památkově chráněná skulptura na území vesnice Horní Domaslavice v okrese Frýdek-Místek. Geograficky se také nachází v regionu Horní Slezsko v pohoří Podbeskydská pahorkatina v Moravskoslezském kraji.

## Historie a popis díla
Socha svatého Jana Nepomuckého u Horních Domaslavic je pozdně barokní pískovcová skulptura českého světce a mučedníka - svatého Jana Nepomuckého. Dílo lze datovat podle dnes již zaníklého nápisu na reliéfní rokajové kartuši na podstavci sochy, kde byl v minulosti uveden letopočet 1773. Skulptura byla zřejmě postavena z fundace tehdejšího faráře Adama J. Grzegorzika. Skulptura stojícího muže je umístěna na odstupňovaném kvádrovém soklu s pravoúhle zalomenými rohy, profilovanou římsou a s volutovými křidly se zobrazením listů a květů. Světec je oblečen do tradičního kněžského oděvu, je ztvárněn v kontrapostu pravé nohy. Na hlavě má biret a svatozář s pěti hvězdami. Hlava je skloněná a shlíží na malý katolický kříž s ukřižovaným Ježíšem, který světec drží v rukách. Skulptura původně stála na jiném místě, ale byla přesunuta na současné místo z důvodu stavby blízké Žermanické přehrady. Je to poměrně dobře zachovalé a historicky cenné dílo, které je památkově chráněno od roku 1953.

## Další informace
Místo je celoročně volně přístupné a je doplněno informační tabulí s popisem díla. Nachází se také na trase naučné stezky Horní Domaslavice.

## Galerie

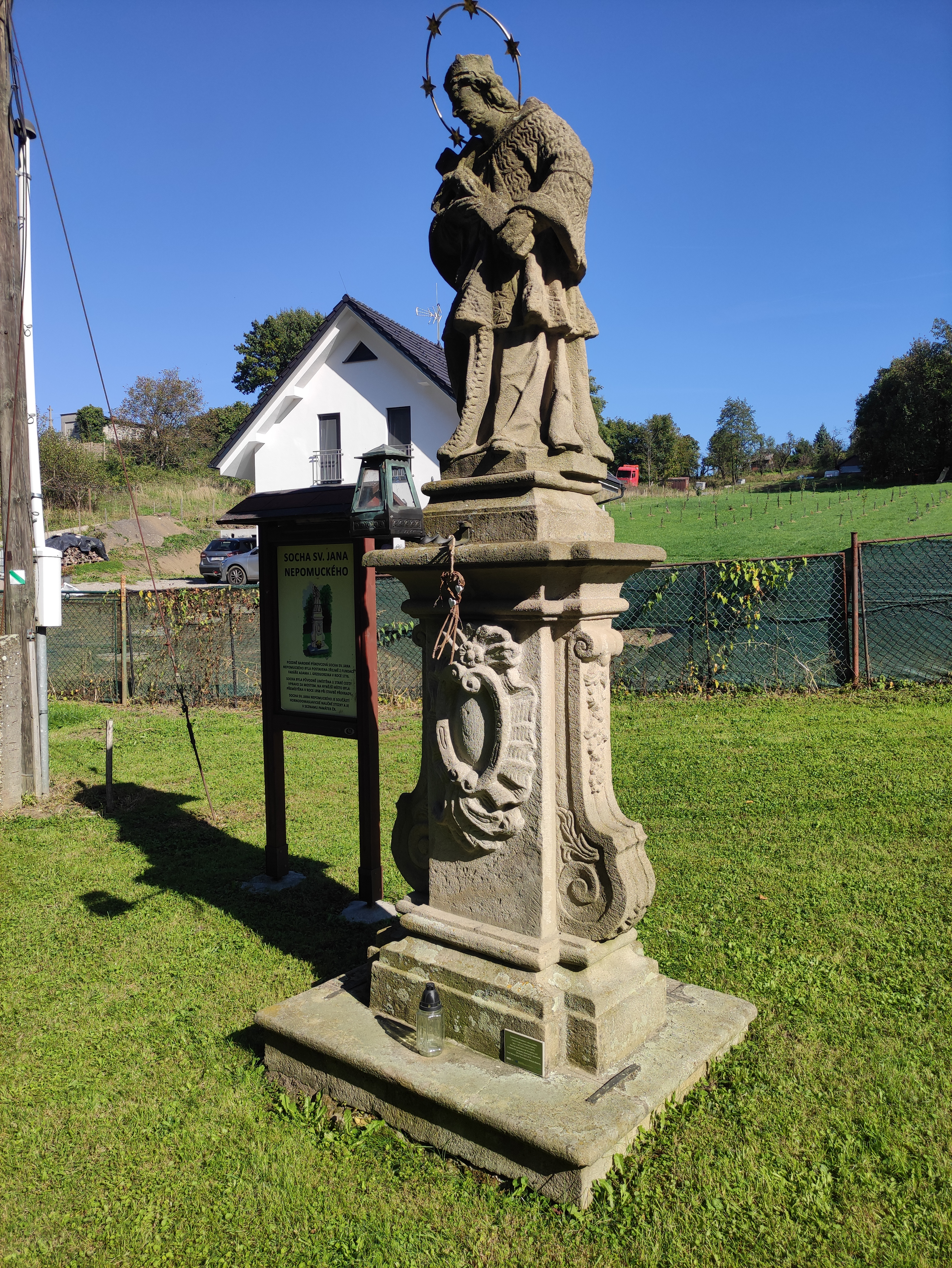
Šikmý pohled na dílo
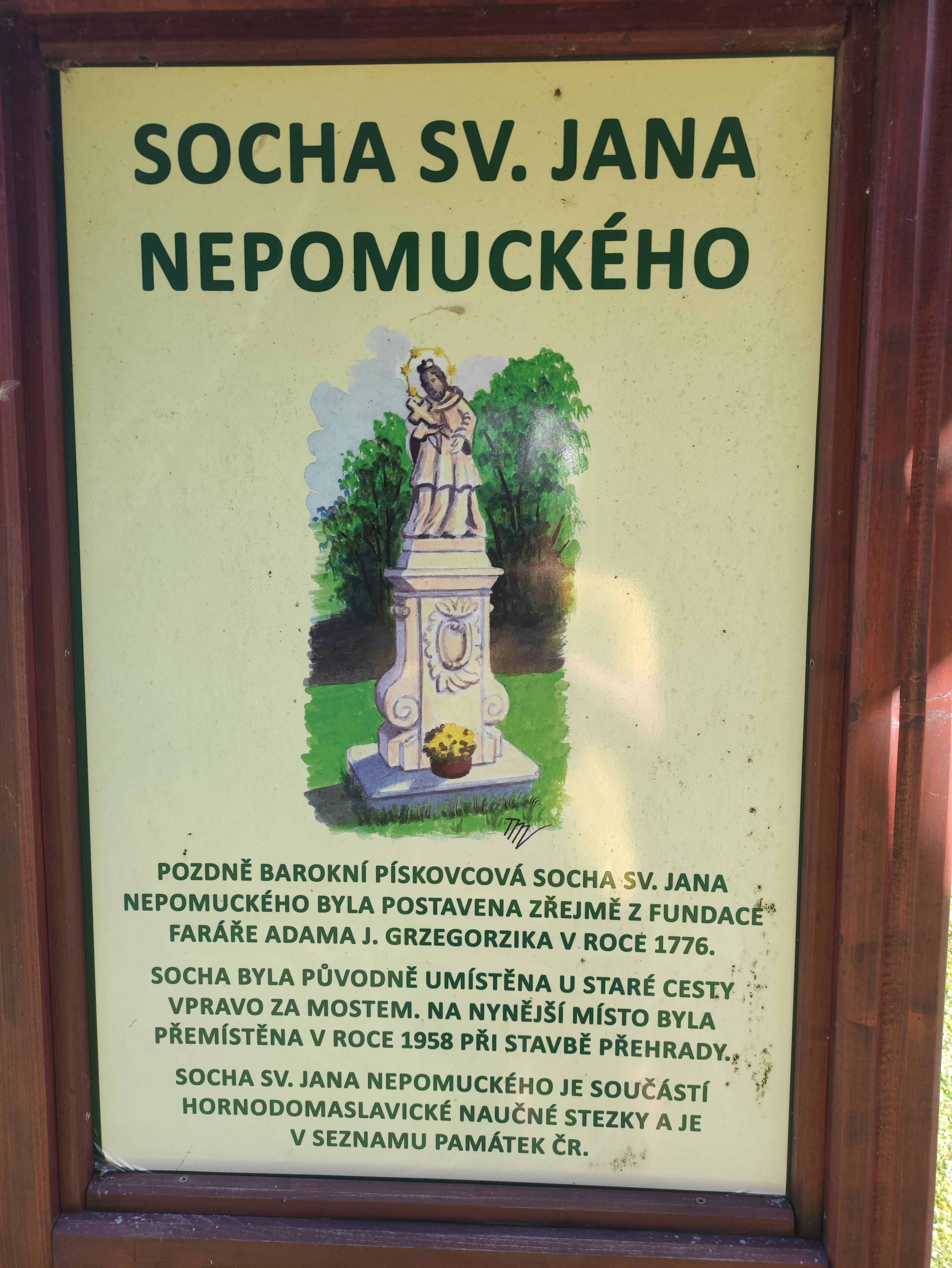
Informační panel u sochy